# ژو یولینگ
ژو یولینگ (انگلیسی: Zhu Yuling؛ زادهٔ ۱۰ ژانویهٔ ۱۹۹۵) یک بازیکن تنیس روی میز اهل جمهوری خلق چین است.
وی در مسابقات کشوری و بین‌المللی در مجموع برنده ۱۷ مدال طلا، ۶ مدال نقره، ۷ مدال برنز شده‌است.